# Kazimierz Stanisław Stecki
Kazimierz Stanisław Stecki na Steczczance herbu Radwan (zm. 4 lub 20 października 1748)  – kasztelan kijowski w latach 1722–1748, chorąży kijowski w latach 1710–1722, podczaszy żytomierski w latach 1702–1710, sędzia grodzki włodzimierski, podstarości żytomierski, pułkownik królewski, starosta dymierski.
Jako deputat z Małopolski podpisał pacta conventa Stanisława Leszczyńskiego w 1733 roku. W 1735 roku podpisał uchwałę Rady Generalnej konfederacji warszawskiej. W 1742 roku był komisarzem z Senatu Trybunału Skarbowego Koronnego.
Był posłem województwa kijowskiego na sejm 1718, 1722 roku i na sejm z limity 1719/1720 roku. Był posłem ziemi chełmskiej na sejm 1720 roku. Wraz z kolegami zerwał sejm 1722 roku.  Był członkiem konfederacji generalnej zawiązanej 27 kwietnia 1733 roku na sejmie konwokacyjnym.